# Domenico Pecile (vescovo)
Domenico Pecile (San Vito di Fagagna, 9 ottobre 1922 – Udine, 29 giugno 2011) è stato un vescovo cattolico italiano.

## Biografia
Nato a San Vito di Fagagna, nella provincia di Udine, è stato ordinato presbitero l'11 luglio 1948.
Scelto come suo segretario dal friulano Emilio Pizzoni, vescovo di Terracina, Sezze e Priverno (1951-1966), la vicinanza con Roma gli permise di laurearsi in diritto canonico presso l'Università Lateranense nel 1963 con una tesi su Il valore sostanziale e probativo nel giudizio canonico del documento precostituito contro il valore del matrimonio; al termine dell'incarico tornò nella arcidiocesi di provenienza lavorando nella curia arcivescovile e nel Tribunale ecclesiastico del Triveneto. Chiamato, nell'ottobre del 1983, all'incarico di arciprete della cattedrale di Udine, non fece in tempo ad inaugurare alcuna attività pastorale perché il 22 dicembre seguente viene nominato vescovo di Terracina-Latina, Priverno e Sezze; riceve l'ordinazione episcopale il 6 gennaio 1984 nella basilica di San Pietro in Vaticano da papa Giovanni Paolo II, co-consacranti gli arcivescovi Eduardo Martínez Somalo e Duraisamy Simon Lourdusamy, e prende possesso canonico della diocesi il 25 febbraio seguente.
Nel 1987, nel contesto delle ridefinizioni delle sedi delle diocesi italiane dell'anno precedente, proclamò l'unità delle sue tre diocesi  - fino ad allora unite secondo la formula canonica di "aeque et principaliter" -  nella nuova diocesi di Latina-Terracina-Sezze-Priverno e l'elevazione della chiesa parrocchiale di S. Marco di Latina a nuova cattedrale diocesana: fu così il primo vescovo di Latina-Terracina-Sezze-Priverno.
Il 27 giugno 1998, al compimento del 75º anno di età, la Santa Sede accettò le sue dimissioni dal governo della diocesi. Nominato vicario capitolare della basilica di San Giovanni in Laterano, col tempo fu costretto a rientrare ad Udine  - ove venne accolto nella Casa del clero -  a causa dell'aggravarsi di una malattia neurovegetativa che, negli ultimi anni, ne compromise la lucidità.
Morì a Udine il 29 giugno 2011: al termine dei funerali svoltisi presso la cattedrale di Udine, la salma venne traslata a Latina per la camera ardente; riposa nella concattedrale di Terracina, come da sue disposizioni.

## Genealogia episcopale
La genealogia episcopale è:
- Cardinale Scipione Rebiba
- Cardinale Giulio Antonio Santori
- Cardinale Girolamo Bernerio, O.P.
- Arcivescovo Galeazzo Sanvitale
- Cardinale Ludovico Ludovisi
- Cardinale Luigi Caetani
- Cardinale Ulderico Carpegna
- Cardinale Paluzzo Paluzzi Altieri degli Albertoni
- Papa Benedetto XIII
- Papa Benedetto XIV
- Papa Clemente XIII
- Cardinale Enrico Benedetto Stuart
- Papa Leone XII
- Cardinale Chiarissimo Falconieri Mellini
- Cardinale Camillo Di Pietro
- Cardinale Mieczysław Halka Ledóchowski
- Cardinale Jan Maurycy Paweł Puzyna de Kosielsko
- Arcivescovo Józef Bilczewski
- Arcivescovo Bolesław Twardowski
- Arcivescovo Eugeniusz Baziak
- Papa Giovanni Paolo II
- Vescovo Domenico Pecile